# Den blinda flickan
Den blinda flickan (engelska: The Blind Girl) är en oljemålning av den engelske konstnären John Everett Millais. Den målades 1856 och ingår sedan 1892 i samlingarna på Birmingham Museum and Art Gallery. 
Målningen visar två systrar, sannolikt tiggare, som sitter utmed en landsväg i England. Staden som syns i bakgrunden är Winchelsea. Den äldre flickans blindhet indikeras av hennes slutna ögon och en lapp under hennes haka. Hennes stillhet markeras med att en nässelfjäril vilar på hennes sjal. I hennes knä är ett dragspel placerat. På himlen syns en dubbel regnbåge. 